# 봉 (성씨)
받들 봉(奉)씨는 한국의 성씨이다.
봉황 봉(鳳)씨는 중국 및 한국의 성씨이다.

## 받들 봉 奉
봉(奉)씨는 2015년 대한민국 통계청에서 12,927명으로 조사되어 한국의 성씨 인구 104위다. 본관은 하음 단본이다.
하음 봉씨(河陰 奉氏)의 시조 봉우(奉佑)는 고려 인종 때 문과에 급제하여 정당문학(政堂文學)과 위위시경(衛尉寺卿)을 지내고 좌복야(左僕射)에 올라 하음백(河陰伯)에 봉해졌다. 『하음봉씨을축세보(河陰奉氏乙丑世譜)』에는 다음과 같은 출생 설화가 전한다. 1106년(예종 1) 어느 날 강화군(江華郡) 하점면(河岾面) 장정리(長井里) 하음산(河陰山) 기슭의 연못가에 눈부신 광채가 비치더니 이어 석함(石函)이 떠올랐는데 마침 물을 길러 왔던 한 노파가 이상히 여기며 살펴보니 그 속에 용모가 뛰어난 사내아이가 들어 있었다. 노파가 이 아이를 왕에게 바쳤더니 임금은 궁중에서 양육하라는 명을 내린 후 노파가 봉헌하였다고 하여 성(姓)을 봉(奉)이라 하고, 국가를 보우(保佑)할 인재라 하여 이름을 우(佑)로 지었다고 한다. 강화군 하점면 부근리에 봉우가 태어났다는 전설을 가진 봉가지(奉哥池)가 강화군 향토유적 제25호로 지정되었다.
7세손 봉천우(奉天祐)가 1327년(고려 충숙왕 14년) 우부대언(右副代言)으로서 1등 공신으로 책봉되었고, 1344년(충목왕 즉위년) 지밀직사사(知密直司事)에 올랐다.
10세손 봉려(奉礪, 1375년 ~ 1436년)는 음서(蔭敍)로 관직에 등용되어 사헌부 감찰(監察)과 창녕현감(昌寧縣監) 등을 지내다가 1429년(조선 세종 11년) 딸이 왕세자빈(王世子嬪)이 되면서, 종부시소윤(宗簿寺少尹)으로 초배(超拜)되었고, 이어 동지총제(同知摠制)를 거쳐 형조·병조·호조·이조 참판에 올랐으며, 지돈녕부사(知敦寧府事)에 이르렀다. 시호는 공숙(恭肅)이다.
병조판서 봉즙(楫)의 아들인 봉여해(奉汝諧)는 1456년(세조 2년) 사육신의 단종 복위사건에 가담한 혐의로 처형되었으나, 정조대에 단종의 충신으로 인정받아 장릉배식단(莊陵配食壇)의 별단(別壇)에 배향되었다.
봉석주(奉石柱)는 1453년(단종 1년) 정난공신 2등에 책록되었고, 첨지중추원사(僉知中樞院事)로서 강성군(江城君)으로 책봉되었다. 1456년(세조 2년) 동지중추원사(同知中樞院事)가 되고 이듬해 도진무(都鎭撫)가 되었다. 1460년 전라도처치사(全羅道處置使)에 임명되었고, 1462년 사대장(射隊將)이 되었다. 1465년 역모죄로 몰려 주살당했으나 1495년(연산군 1년) 신원(伸寃)되어 강성군을 회복하였다. 1794년(정조 18년) 시호를 받았다.
11세손 봉원효(奉元孝)는 1474년(성종 5년) 식년문과에 갑과로 급제하여 1487년 사헌부장령(司憲府掌令)으로서 가뭄의 재해에 대한 해결방안을 제시하고, 혼인풍속의 폐단, 별시(別試)의 잦은 시행에 따른 폐단 등을 건의하였다. 1488년 사간에 임명되어 권세가문의 불법을 바로잡아 조정의 기강을 확립할 것을 건의하였다.
봉사종(奉嗣宗)은 1508년(중종 3년) 알성문과(謁聖文科)에 병과로 급제하여 안악군수, 나주목사를 거쳐 군자정(軍資正)에 이르렀다.
현대 인물로는 언론인 출신으로 국회의원을 지낸 봉두완, 대검찰청 차장검사를 역임한 봉욱, 영화감독 봉준호, 봉만대, 야구선수 봉중근, 배우 봉태규, 가수 봉재현 등이 있다.

## 봉황새 봉 鳳
봉(鳳)씨는 중국 평양(平陽 : 절강성 임분현의 당나라 때 지명)에서 계출(系出)된 성씨로 명(明)나라 신종(神宗:1573∼1619) 때 류근득(劉瑾得)이 봉씨(鳳氏)로 개성(改姓)했다는 기록이 전한다.
봉(鳳)씨는 1985년 대한민국 경제기획원 인구조사 결과 54명, 2015년 대한민국 통계청 인구조사에서 32명으로 조사되었다. 본관은 경주 23명, 제주 5명, 기타 4명이다. 